# Liste der Baudenkmäler in Möhrendorf
Auf dieser Seite sind die Baudenkmäler in der mittelfränkischen Gemeinde Möhrendorf zusammengestellt. Diese Tabelle ist eine Teilliste der Liste der Baudenkmäler in Bayern. Grundlage ist die Bayerische Denkmalliste, die auf Basis des Bayerischen Denkmalschutzgesetzes vom 1. Oktober 1973 erstmals erstellt wurde und seither durch das Bayerische Landesamt für Denkmalpflege geführt wird. Die folgenden Angaben ersetzen nicht die rechtsverbindliche Auskunft der Denkmalschutzbehörde.
 Die Liste gibt den Fortschreibungsstand vom 11. Dezember 2023 wieder und umfasst 42 Baudenkmäler.

## Ensembles

### Ensemble Weiler Oberndorf
Das Ensemble Weiler Oberndorf umfasst den einstigen
Herrensitz eines Ritterguts samt den zugehörigen bäuerlichen Anwesen und dem Weiher. Das in Alleinlage südlich von Möhrendorf gelegene, im Jahr 1855 zerschlagene Rittergut wurde 1340 erstmals urkundlich erwähnt und gehörte zunächst den Herren von Seckendorff. Im Zweiten Markgrafenkrieg 1552 brannte das Gut vollständig nieder, erst im Jahr 1796 wurde das Herrenhaus wieder aufgebaut; bis zum Beginn des 19. Jahrhunderts kamen einige wenige Kleinbauernstellen und Ökonomiegebäude hinzu.
Das Erscheinungsbild des Weilers ist geprägt durch barocke Sandsteinquaderbauten mit Walm- und Halbwalmdächern, die zumeist noch im späten 18. Jahrhundert entstanden sind. Die einzelnen Gebäude gruppieren sich in offener Bauweise entlang einer schmalen Stichstraße; im Osten ist der auf der Uraufnahme 1821 schon in seiner langgestreckten Form eingezeichnete Oberndorfer Weiher mit in das Ensemble einbezogen. Die im Westen gelegene barocke Gartenanlage des 18. Jahrhunderts ging mittlerweile verloren. Aktennummer: E-5-72-142-1.

## Baudenkmäler nach Gemeindeteilen

### Möhrendorf
| Lage                                        | Objekt                              | Beschreibung | Akten-Nr.     | Bild           |
| ------------------------------------------- | ----------------------------------- | --- | ------------- | -------------- |
| Hauptstraße 6 (Standort)                    | Bauernhof: Wohnstallhaus            | eingeschossiger, giebelständiger Steilsatteldachbau mit Fachwerk, 1778 | D-5-72-142-1  | weitere Bilder |
| Hauptstraße 6 a (Standort)                  | Bauernhof: Scheune                  | Sandsteinquaderbau mit Steilsatteldach, Ende 18./frühes 19. Jahrhundert | D-5-72-142-1  | BW             |
| Hauptstraße 6 (Standort)                    | Bauernhof:Backhaus                  | kleiner Satteldachbau, Ende 18./frühes 19. Jahrhundert | D-5-72-142-1  | BW             |
| Kleinseebacher Straße 1, 3 (Standort)       | Bauernhof: Hofmauer                 | Sandsteinquadermauerwerk, gleichzeitig | D-5-72-142-1  | BW             |
| Hauptstraße 7 (Standort)                    | Ehemaliges Forsthaus                | Ein- bis zweigeschossiger, giebelständiger Sandsteinquaderbau mit Frackdach und geohrten Fensterrahmungen, 1793 | D-5-72-142-2  | weitere Bilder |
| Hauptstraße 9 (Standort)                    | Wirtshaus                           | Zweigeschossiger Sandsteinquaderbau mit Walmdach und Gesimsgliederung, 1777 | D-5-72-142-3  | weitere Bilder |
| Hauptstraße 11 (Standort)                   | Kleinhaus                           | Eingeschossiger giebelständiger Sandsteinquaderbau mit Satteldach, dendrochronologisch datiert auf 1685/86, Wirtschaftsteil erneuert Ende 19. Jahrhundert | D-5-72-142-4  | weitere Bilder |
| Hauptstraße 12 (Standort)                   | Bauernhaus                          | Eingeschossiger, giebelständiger Satteldachbau mit verputztem Fachwerkgiebel, erstes Viertel 19. Jahrhundert; | D-5-72-142-5  | weitere Bilder |
| Hauptstraße 12 (Standort)                   | Hofmauer                            | Reste, Sandsteinquader, 19. Jahrhundert. | D-5-72-142-5  | BW             |
| Hauptstraße 15 (Standort)                   | Bauernhaus                          | Eingeschossiger, giebelständiger Halbwalmdachbau, 16./17. Jahrhundert. | D-5-72-142-7  | BW             |
| Hauptstraße 17 (Standort)                   | Wohnstallhaus                       | Eingeschossiger giebelständiger Sandsteinquaderbau mit Satteldach und Zwerchhaus, Ende 18./Anfang 19. Jahrhundert | D-5-72-142-8  | weitere Bilder |
| Hauptstraße 17 (Standort)                   | Scheune                             | Eingeschossiger, giebelständiger Fachwerkbau mit Satteldach, verbrettert, gleichzeitig | D-5-72-142-8  | BW             |
| Hauptstraße 19 (Standort)                   | Wohnstallhaus                       | Eingeschossiger Sandsteinquaderbau mit Satteldach, bezeichnet mit „1836“ | D-5-72-142-9  | weitere Bilder |
| Hauptstraße 25 (Standort)                   | Kleinbauernhaus                     | Eingeschossiger giebelständiger Sandsteinquaderbau mit Satteldach, 19. Jahrhundert | D-5-72-142-10 | weitere Bilder |
| Hauptstraße (Ecke Frankenstraße) (Standort) | Marter                              | Rechteckiger Schaft mit breitem Aufsatz, Vorderseite Kreuzigung Christi mit Assistenzfiguren, Rückseite Christuskopf, Sandstein, 15./16. Jahrhundert | D-5-72-142-23 | weitere Bilder |
| Nähe Hauptstraße (Standort)                 | Wohnstallhaus                       | Eingeschossiger giebelständiger Satteldachbau mit rückwärtigem Halbwalm, Fachwerk und Sandsteinmauerwerk, zweite Hälfte 17. Jahrhundert. | D-5-72-142-6  | weitere Bilder |
| Kanalstraße 8 (Standort)                    | Kleinbauernhaus                     | Eingeschossiger giebelständiger Satteldachbau, 19. Jahrhundert. | D-5-72-142-13 | weitere Bilder |
| Kirchenweg (Standort)                       | Friedhof                            | Angelegt 1720, erweitert 1826 und 1886, mit Grabmälern 18.–erste Hälfte 20. Jahrhundert | D-5-72-142-15 | BW             |
| Kirchenweg (Standort)                       | Einfriedungsmauer                   | Sandsteinquadermauer, zum Teil mit flachem Satteldachabschluss, 18./19. Jahrhundert | D-5-72-142-15 | BW             |
| Kirchenweg (Standort)                       | Familiengruft                       | Sandsteinquaderbau mit halbrundem Tonnengewölbe und halbrundem Giebel mit Vasenbekrönung, 1854 | D-5-72-142-15 | weitere Bilder |
| Kirchenweg 5 (Standort)                     | Evangelisch-lutherische Pfarrkirche | Mittelalterliche Chorturmanlage, Sandsteinquaderlanghaus mit Halbwalmdach und Walmdachgauben, dreigeschossiger Chorturm mit Zeltdach und barockem Uhrtürmchen mit Zwiebelhaube, Turm erste Hälfte 15. Jahrhundert, Langhaus 16./17. Jahrhundert; mit Ausstattung. | D-5-72-142-14 | weitere Bilder |
| Kleinseebacher Straße 1 (Standort)          | Wohnhaus                            | Zweigeschossiger Satteldachbau mit teilweise ausgebautem Obergeschoss, 18./19. Jahrhundert | D-5-72-142-16 | BW             |
| Kleinseebacher Straße 7 (Standort)          | Wohnhaus                            | Eingeschossiger, giebelständiger Sandsteinquaderbau mit Frackdach und Gesimsgliederung, frühes 19. Jahrhundert. | D-5-72-142-17 | weitere Bilder |
| Kleinseebacher Straße 9 (Standort)          | Pfarrhaus                           | Zweigeschossiger, giebelständiger Satteldachbau mit Sandsteinquadererdgeschoss und reichem Fachwerkobergeschoss und -giebel, 1692 | D-5-72-142-18 | weitere Bilder |
| Kleinseebacher Straße 7 (Standort)          | Einfriedung                         | Sandsteinquadermauer mit rechteckigen Sandsteinpfosten mit Kugelaufsätzen, 18. Jahrhundert. | D-5-72-142-18 | weitere Bilder |
| Neue Straße 15 (Standort)                   | Villa                               | Massiver, eingeschossiger Halbwalmdachbau mit Fachwerkkniestock und Seitenrisalit mit polygonalem Obergeschoss und Haubendach, um 1900. | D-5-72-142-19 | BW             |
| Neue Straße 17 (Standort)                   | Villa                               | Zweigeschossiger Gruppenbau mit Walmdächern, Sohlbankgesims und polygonalem Eckturm, um 1920/25. | D-5-72-142-20 | BW             |
| Oberndorfer Straße 1 (Standort)             | Wohnhaus                            | Sandsteinquaderbau mit Satteldach, 1899. | D-5-72-142-21 | BW             |
| Winkelgasse 3 (Standort)                    | Kleinbauernhaus                     | Eingeschossiger Sandsteinquaderbau mit Satteldach, bezeichnet mit „1865“. | D-5-72-142-45 | BW             |

### Kleinseebach
| Lage | Objekt | Beschreibung | Akten-Nr.     | Bild           |
| --- | --- | --- | ------------- | -------------- |
| Am Anger 7 (Standort) | Wohnhaus | Zweigeschossiger Sandsteinquaderbau mit Satteldach, bezeichnet mit „1830“.                                                                                              | D-5-72-142-24 | weitere Bilder |
| Baiersdorfer Straße 1 (Standort)                                                                                                | Bauernhaus | Zweigeschossiger Satteldachbau mit Fachwerk und geohrten Fensterrahmungen, im Kern 18. Jahrhundert.                                                                     | D-5-72-142-25 | BW             |
| Baiersdorfer Straße 2 (Standort)                                                                                                | Kleinbauernhaus | Eingeschossiger Sandsteinquaderbau mit Satteldach, 1809, im Kern zweite Hälfte 17. Jahrhundert.                                                                         | D-5-72-142-26 | weitere Bilder |
| Baiersdorfer Straße 5 (Standort)                                                                                                | Wohnstallhaus | Erdgeschossiger Satteldachbau, Sandsteinquader, 19. Jahrhundert | D-5-72-142-28 | BW             |
| Nähe Baiersdorfer Straße (Standort)                                                                                             | Fachwerkstadel | gleichzeitig | D-5-72-142-28 | BW             |
| Dorfstraße 1 (Standort) | Gasthaus | Zweigeschossiger Walmdachbau mit verputztem Fachwerkobergeschoss, 18./19. Jahrhundert.                                                                                  | D-5-72-142-29 | weitere Bilder |
| Dorfstraße 4 (Standort) | Wohnhaus | Zweigeschossiger, giebelständiger Sandsteinquaderbau mit Satteldach, 1846/57, später zum Frackdachhaus ausgebaut                                                        | D-5-72-142-31 | BW             |
| Dorfstraße 4 (Standort) | Einfriedung | Sandsteinquadermauer mit zwei Torpfosten, gleichzeitig | D-5-72-142-31 | BW             |
| Dorfstraße 5 (Standort) | Bauernhof: Wohngebäude | eingeschossiger Sandsteinquaderbau, wohl frühes 19. Jahrhundert; | D-5-72-142-32 | weitere Bilder |
| Dorfstraße 5 (Standort) | Bauernhof: Scheune | Fachwerk, 18. Jahrhundert | D-5-72-142-32 | BW             |
| Dorfstraße 6 (Standort) | Gasthaus | Zweigeschossiger Halbwalmdachbau mit Fachwerkgiebel, zweite Hälfte 18. Jahrhundert.                                                                                     | D-5-72-142-33 | weitere Bilder |
| Kleinseebacher Straße 57 (Standort)                                                                                             | Bauernhaus | Eingeschossiger Sandsteinquaderbau mit Halbwalmdach, im Kern 16./17. Jahrhundert                                                                                        | D-5-72-142-34 | weitere Bilder |
| Kleinseebacher Straße 57 (Standort)                                                                                             | Scheune | Sandsteinquaderbau mit Satteldach, vor 1821 | D-5-72-142-34 | BW             |
| Kleinseebacher Straße 60 (Standort)                                                                                             | Wohnhaus | Zweigeschossiger Putzbau mit einseitig herabgezogenem Halbwalmdach, Sandsteinquaderbau und verputztes Fachwerk, 18./frühes 19. Jahrhundert.                             | D-5-72-142-35 | BW             |
| Kleinseebacher Straße 61 (Standort)                                                                                             | Wohnstallhaus | Eingeschossiger Sandsteinquaderbau mit Satteldach und Gesimsgliederung, frühes 19. Jahrhundert                                                                          | D-5-72-142-36 | weitere Bilder |
| Kleinseebacher Straße 61 (Standort)                                                                                             | Einfriedung | Sandsteinquadermauer mit profilierten Rechteckpfeilern, 19. Jahrhundert                                                                                                 | D-5-72-142-36 | BW             |
| Mühlentheaterstraße 2 (Standort)                                                                                                | Ehemalige Schleif- und Pulvermühle, sogenannte Kleinseebacher Mühle, jetzt Möhrendorfer Mühlentheater: Wohnhaus           | zweigeschossiger Sandsteinquaderbau mit Satteldach, Fledermausgauben und Gesimsgliederung, 1836, im Kern wohl älter, zweigeschossiger Mühlenbau, 18./19. Jahrhundert    | D-5-72-142-46 | weitere Bilder |
| Mühlentheaterstraße 2 (Standort)                                                                                                | Ehemalige Schleif- und Pulvermühle, sogenannte Kleinseebacher Mühle, jetzt Möhrendorfer Mühlentheater: ehemalige Schleife | nach 1900 Pulvermühle, langgestreckter zweigeschossiger klassizistischer Sandsteinquaderbau mit dreigeschossigem Mittelrisalit, 1839–42, bezeichnet mit „1839“          | D-5-72-142-46 | weitere Bilder |
| Nußbuckfeld; Nähe Baiersdorfer Straße; Röttenbacher Straße; Hohlweiher; Nähe Am Steinbruch; Nähe Röttenbacher Straße (Standort) | Kelleranlagen | In zwei Horizonten weitverzweigte bis 90 Meter in den Felsen reichende Stollenanlagen, zum Teil mit Pfeilern, die Wölbungen mit Bögen untermauert, 18./19. Jahrhundert. | D-5-72-142-47 | BW             |
| Röttenbacher Straße 2 (Standort)                                                                                                | Kleinbauernhaus | Eingeschossiger Satteldachbau, Sandsteinquader, wohl 19. Jahrhundert.                                                                                                   | D-5-72-142-38 | weitere Bilder |

### Oberndorf
| Lage                    | Objekt                   | Beschreibung                                                                               | Akten-Nr.     | Bild           |
| ----------------------- | ------------------------ | ------------------------------------------------------------------------------------------ | ------------- | -------------- |
| Oberndorf 1 (Standort)  | Ehemaliger Herrensitz    | Zweigeschossiger Sandsteinquaderbau mit Walmdach und Fledermausgauben, 1796                | D-5-72-142-40 | weitere Bilder |
| Oberndorf 1 (Standort)  | Scheune                  | stattlicher, eingeschossiger Sandsteinquaderbau mit steilem Halbwalmdach, gleichzeitig     | D-5-72-142-40 | BW             |
| Oberndorf 2 (Standort)  | Bauernhof: Wohnhaus      | eineinhalbgeschossiger Sandsteinquaderbau mit Frackdach, wohl erste Hälfte 19. Jahrhundert | D-5-72-142-41 | weitere Bilder |
| Oberndorf 10 (Standort) | Bauernhof: Scheune       | Sandsteinquaderbau mit Halbwalmdach und Zwerchhäusern, um 1800.                            | D-5-72-142-41 | BW             |
| Oberndorf 3 (Standort)  | Kleinbauernhaus          | Eingeschossiger Sandsteinquaderbau mit Satteldach, 19. Jahrhundert.                        | D-5-72-142-42 | weitere Bilder |
| Oberndorf 5 (Standort)  | Ehemaliges Verwalterhaus | Zweigeschossiger Sandsteinquaderbau mit Walmdach, 18./19. Jahrhundert                      | D-5-72-142-44 | weitere Bilder |
| In Oberndorf (Standort) | Backhaus                 | Sandsteinquaderbau mit Satteldach, vermutlich gleichzeitig.                                | D-5-72-142-44 | BW             |
| Regnitz (Standort)      | Wasserschöpfräder        | Erste Nachweise frühes 15. Jahrhundert, erneuert                                           | D-5-72-142-22 | weitere Bilder |

## Ehemalige Baudenkmäler
In diesem Abschnitt sind Objekte aufgeführt, die früher einmal in der Denkmalliste eingetragen waren, jetzt aber nicht mehr. Objekte, die in anderem Zusammenhang also z. B. als Teil eines Baudenkmals weiter eingetragen sind, sollen hier nicht aufgeführt werden. Aktennummern in diesem Abschnitt sind ehemalige, jetzt nicht mehr gültige Aktennummern.

| Lage                                             | Objekt                                | Beschreibung                                                        | Akten-Nr.     | Bild           |
| ------------------------------------------------ | ------------------------------------- | ------------------------------------------------------------------- | ------------- | -------------- |
| Möhrendorf Hauptstraße 30 (Standort)             | Kleinbauernhaus                       | Eingeschossiger Sandsteinquaderbau mit Satteldach, 19. Jahrhundert. | D-5-72-142-11 | BW             |
| Kleinseebach Kleinseebacher Straße 66 (Standort) | Kleinbauernhaus                       | Eingeschossiger Satteldachbau, verputzt, 19. Jahrhundert.           | D-5-72-142-37 | weitere Bilder |
| Kleinseebach Regnitz                             | Drei Wasserschöpfräder an der Regnitz | Erneuert                                                            | D-5-72-142-39 | weitere Bilder |
| Oberndorf Oberndorf 4 (Standort)                 | Kleinbauernhaus                       | Eingeschossiger traufständiger Satteldachbau, 19. Jahrhundert.      | D-5-72-142-43 | weitere Bilder |

## Abgegangene Baudenkmäler
In diesem Abschnitt sind Objekte aufgeführt, die früher einmal in der Denkmalliste eingetragen waren, jetzt aber nicht mehr existieren, z. B. weil sie abgebrochen wurden. Aktennummern in diesem Abschnitt sind ehemalige, jetzt nicht mehr gültige Aktennummern.

| Lage                                          | Objekt     | Beschreibung                                                                | Akten-Nr.     | Bild |
| --------------------------------------------- | ---------- | --------------------------------------------------------------------------- | ------------- | ---- |
| Kleinseebach Baiersdorfer Straße 4 (Standort) | Bauernhaus | Eingeschossiger giebelständiger Steilsatteldachbau, frühes 19. Jahrhundert. | D-5-72-142-27 | BW   |